# 닌자와 암살자의 동거
《닌자와 암살자의 동거》(일본어: 忍者と殺し屋のふたりぐらし 닌자토 고로시야노 후타리구라시[*])는 햄버거가 지은 일본의 만화다. 《코믹 전격 대왕 G》(KADOKAWA)에서 Vol.90(2021년 2월 26일 발매)부터 연재 중이다. 약칭은 닌코로(にんころ).

## 줄거리
쿠노이치 쿠사가쿠레 사토코는 동료에게 휩쓸려 빠져나와, 길에 쓰러져 있던 것을 여고생이자 암살자인 코가 코노하의 도움을 받는다. 코노하가 마을의 추격자로부터 사토코를 지키는 대신, 사토코가 코노하의 일을 돕게 되고, 둘은 공동생활을 시작한다.

## 등장인물

### 주요 인물
쿠사가쿠레 사토코(草隠 さとこ)
성우 - 미카와 하루나
본작의 주인공. 휩쓸리기 쉬운 성격으로, 그 결과로 탈주 닌자가 되어, 코노하의 집에 동거한다. 물건을 잎사귀로 바꾸는 인술을 가지고, 코노하가 죽인 사람의 처리를 실시한다. 집안일에도 능하다.
코가 코노하(古賀 このは)
성우 - 하나자와 카나
대단한 히트맨으로 평소에는 여고생. 가명을 다수 가지고, 본명은 불명. 항상 냉정 침착하고, 코노하에서의 대응도 기본 쿨. 목격자를 바로 죽이려 하지만 쿠로에게 막혀 있다. 사토코의 기술의 유효성이나 집안일의 능숙함에 주목해, 자택의 원룸 맨션에 동거시킨다.
이즈츠미 마린(イヅツミ マリン)
성우 - 세리자와 유
코노하를 라이벌로 보고 있지만 스토커적인 비뚤어진 애정도 향하고 있다. 코노하가 시체의 처리가 엉성하기 때문에, 랭킹 하위로 침체하고 있었지만, 사토코와 짝을 이룬 이 것은 랭킹을 올리고 있는데 분노해, 사토코를 빼앗으려고 로보코를 만든다. 실질적으로 두 사람의 협력자로서 친해진 후에도 사토코들을 이름으로 부르지 않고, 사토코를 쿠노이치, 코노하는 안경이라고 계속 부른다.
쿠로(黒)
성우 - 키타무라 에리
탈주 닌자의 리더. 연인과 살기위해 동료를 모아 마을을 빠져나갔다. 기억소거의 인술을 가지고, 코노하가 사토코에 대한 추격자를 죽일 때마다 목격자의 기억을 지워 대처하고 있다. 무직.
유리코(百合子)
성우 - 오오쿠보 루미
쿠로의 동성 연인. 블랙카드를 들 정도의 부자로, 쿠로를 기르고 있다.
로보코(ロボ子)
성우 - 미카와 하루나
마린이 사토코와 비슷하게 만든 로봇. 자기 개조를 실시해, 마린도 파악하지 않는 기능을 가지고 있다.

### 그 외의 등장인물
요시다 미도리코(吉田碧子)
성우 - 오구라 유이
코노하의 클래스메이트. 아버지는 코노하에게 죽임을 당했다.
사토 아오이(佐藤葵)
성우 - 이구치 유카
미도리코의 소꿉친구.
장래는 의사를 목표로 하고, 학원의 전국 테스트에서 1위를 차지할 정도로 우수했지만, 아들의 수험의 강력한 라이벌이라고 생각한 부모의 의뢰를 받은 살인 의뢰에 의해, 실종에 보이는 형태로 죽는다.
이즈츠미 미나토(イヅツミミナト)
성우 - 타나카 아이미
마린의 언니로 중증의 시스콘. 분무 양도의 천재로 어린 시절의 마린에게 몹시 놀랐지만, 여동생을 멸시하고 있던 부모를 박살, 살해 현장을 본 마린이 도망쳤다.

#### 추격자 닌자
쿠사가쿠레 후미코(草隠 ふみこ)
성우 - M·A·O
쿠사가쿠레 미치루(草隠 みちる)
성우 - 모리야 쿄카
쿠사가쿠레 아스카(草隠 あすか)
성우 - 쿠스노키 토모리
쿠사가쿠레 미도리(草隠 みどり)
성우 - 이시가미 시즈카
쿠사가쿠레 아리사(草隠 ありさ)
성우 - 요미야 히나
쿠사가쿠레 하츠코(草隠 はつこ)
성우 - 이와미 마나카
쿠사가쿠레 아야카(草隠 アヤカ)
성우 - 나루미 마이
쿠사가쿠레 마오(草隠まお)
성우 - 코가 아오이
쿠사가쿠레 사쿠라(草隠さくら)
성우 - 이토 아야사
쿠사가쿠레 카니에(草隠蟹江)
성우 - 타이치 요
쿠사가쿠레 카린(草隠かりん)
성우 - 우치야마 유미
쿠사가쿠레 메이덴(草隠明電)
성우 - 미나구치 유코
쿠사가쿠레 유카리(草隠ゆかり)
성우 - 신타니 마유미
쿠사가쿠레 카논(草隠かのん)
성우 - 우치다 마아야

## 서지 정보
- 햄버거 《닌자와 암살자의 동거》 KADOKAWA 〈전격 코믹스 NEXT〉, 기간 5권(2025년 3월 27일 현재)
  1. 2022년 1월 27일 발매[2][3], ISBN 978-4-04-914191-7
  2. 2022년 11월 25일 발매[4], ISBN 978-4-04-914737-7
  3. 2023년 7월 26일 발매[5], ISBN 978-4-04-915164-0
  4. 2024년 4월 26일 발매[1][6], ISBN 978-4-04-915713-0
  5. 2025년 3월 27일 발매[7][8], ISBN 978-4-04-916358-2 / ISBN 978-4-04-916359-9(특장판)

## TV 애니메이션
2024년 4월에 텔레비전 애니메이션화가 발표되었다. 2025년 4월부터 6월까지 AT-X 등에서 방송되었다.

### 스태프
- 원작 - 햄버거
- 감독 - 미야모토 유키히로
- 시리즈 구성 - 아즈마 후야코
- 각본 - 니시베 마호
- 애니메이션 캐릭터 디자인·총작화 감독 - 시오츠키 카즈야
- 총작화 감독 - 타카노 아키히사
- 메인 애니메이터 - 이토 요시아키, 야마다 시노, 許有真
- 프롭 디자인 - 고토 사키, 야마다 시노(제1화~제10화), 햄버거(제5화~제12화), 오키츠 유키노(제11화~제12화), 이케다 아유미(제11화~제12화), 타카노 치아키(제12화)
- 미술 감독 - 이이지마 히사하루
- 미술 설정 - 오오하라 모리히토
- 색채 설계 - 와타나베 야스코
- CG 디렉터 - 시마 히사토
- 촬영 감독 - 후지타 카즈이
- 편집 - 마츠바라 리에
- 음향 감독 - 카메야마 토시키
- 음향 효과 - 나카노 카츠히로
- 음향 제작 - 비트그루브 프로모션
- 음악 - 카사이 류노스케
- 음악 제작 - 하트 컴퍼니
- 프로듀서 - 후지와라 토시키, 마츠카와 유야, 사와하타 코지, 오카자키 유우, 히가시 마오, 미우라 후미토, 이이즈카 아야
- 애니메이션 제작 - 샤프트
- 제작 - 닌코로 제작위원회(KADOKAWA, 샤프트, 포니 캐년, 간사이 텔레비전, BS11, 무빅, AT-X)

### 주제가
할 수 있어? 엔드리스(やれんの？エンドレス)
하나자와 카나에 의한 오프닝 테마. 작사는 켄모치 히데후미, 작곡·편곡은 TAKU INOUE.
닌코로 댄스(にんころダンス)
HoneyWorks feat.하코니와 릴리에 의한 엔딩 테마. 작사·작곡·편곡은 HoneyWorks, MARUMOCHI.

### 에피소드 목록
| 화수   | 제목                                                   | 그림 콘티                         | 연출                            | 작화 감독 | 총작화 감독                                                   | 방송일          |
| ------ | ------------------------------------------------------ | --------------------------------- | ------------------------------- | --- | ------------------------------------------------------------- | --------------- |
| 제1잎  | 忍者と殺し屋の出会い 닌자와 암살자의 만남              | 미야모토 유키히로 시오츠키 카즈야 | 미야모토 유키히로               | 시오츠키 카즈야 이토 요시아키 스기야마 노부히로 야마무라 히로키 이와모토 리나 타카노 아키히사                                                       | 시오츠키 카즈야 타카노 아키히사                               | 2025년 4월 10일 |
| 제2잎  | 忍者と殺し屋の日常 닌자와 암살자의 일상                | 야세 유키                         | 후지타 쇼헤이                   | 이토 요시아키 許有真 아사이 아키토 니헤이 레이아 시미즈 카츠유키 츠키야마 쇼타 타다 카즈하루 와다 켄토 富春 郭書夢                                  | 시오츠키 카즈야 타카노 아키히사                               | 4월 17일        |
| 제3잎  | 忍者と殺し屋のお仕事 닌자와 암살자의 일                | 미야자키 슈지                     | 카쿠타니 오사무                 | 미야지마 히토시 마츠자키 요시카츠 사메지마 히사시 사사가와 미유키 니헤이 레이아 키타지마 유키 나카쿠마 타이치 호리노 유코                           | 시오츠키 카즈야 타카노 아키히사                               | 4월 24일        |
| 제4잎  | 忍者と殺し屋の関係 닌자와 암살자의 관계                | 하츠미다 시요                     | 마츠무라 코지                   | 이토 요시아키 許有真 아사이 아키토 시미즈 카츠유키 카와시마 쿠미코 타다 카즈하루 富春 郭書夢                                                        | 시오츠키 카즈야 타카노 아키히사                               | 5월 1일         |
| 제5잎  | ロボットと殺し屋のふたりぐらし 로봇과 암살자의 동거    | 토쿠도메 유메나 요시자와 미도리   | 토쿠도메 유메나 요시자와 미도리 | 이토 요시아키 아사이 아키토 미야지마 히토시 츠키야마 쇼타 사메지마 히사시 타다 카즈하루 富春                                                        | 시오츠키 카즈야 타카노 아키히사 야마무라 히로키               | 5월 8일         |
| 제6잎  | 巨乳と殺し屋のふたりぐらし 왕가슴과 암살자의 동거      | 시부타 나오아키                   | 시부타 나오아키                 | 마츠자키 요시카츠 니헤이 레이아 와다 켄토 카와시마 쿠미코 한민기 蒋航岑 蘭雯丽                                                                      | 시오츠키 카즈야 타카노 아키히사 야마무라 히로키               | 5월 15일        |
| 제7잎  | 殺し屋とクラスメイトのおともだち 암살자와 같은 반 친구 | 하츠미다 시요                     | 후지타 쇼헤이                   | 미야지마 히토시 아사이 아키토 시미즈 카츠유키 마츠자키 요시카츠 사메지마 히사시 와다 켄토 타다 카즈하루 蒋航岑 郭書夢 蘭雯丽                        | 시오츠키 카즈야 타카노 아키히사 야마무라 히로키               | 5월 22일        |
| 제8잎  | 忍者と殺し屋の大きなおうち 닌자와 암살자의 커다란 집   | 마츠무라 코지                     | 마츠무라 코지                   | 許有真 아사이 아키토 시미즈 카츠유키 니헤이 레이아 츠키야마 쇼타 키타지마 유키 나카쿠마 타이치 郭書夢 蒋航岑 富春                                   | 시오츠키 카즈야 타카노 아키히사 야마무라 히로키               | 5월 29일        |
| 제9잎  | 忍者と殺し屋と実験 닌자와 암살자와 실험                | 카쿠타니 오사무                   | 카쿠타니 오사무                 | 타카하시 미키 사사가와 미유키 蘭雯丽 카와시마 쿠미코 아사이 아키토 마츠자키 요시카츠 와다 켄토 劉剣                                                 | 시오츠키 카즈야 타카노 아키히사 이토 요시아키 야마무라 히로키 | 6월 5일         |
| 제10잎 | 忍者と殺し屋の赤ちゃん 닌자와 암살자의 아기            | 미야자키 슈지                     | 미야자키 슈지                   | 아사이 아키토 미야지마 히토시 시미즈 카츠유키 富春 미야이 카나 한민기 郭書夢 蒋航岑 사사가와 미유키 마츠모토 카즈시 사메지마 히사시 미야자미 슈지   | 시오츠키 카즈야 타카노 아키히사 이토 요시아키 야마무라 히로키 | 6월 12일        |
| 제11잎 | 忍者と殺し屋の大ピンチ 닌자와 암살자의 대위기          | 타카하시 유야                     | 후지타 쇼헤이 시부타 나오아키   | 타카하시 미키 시미즈 카츠유키 아사이 아키토 와다 켄토 츠키야마 쇼타 마츠자키 요시카츠 사사가와 미유키 키타지마 유키 富春 蘭雯丽 王瑞浩              | 시오츠키 카즈야 타카노 아키히사 이토 요시아키 야마무라 히로키 | 6월 19일        |
| 제12잎 | 忍者と殺し屋のふたりぐらし 닌자와 암살자의 동거        | 하츠미다 시요 요시자와 미도리     | 미야모토 유키히로               | 야마무라 히로키 아사이 아키토 미야이 카나 許有真 시미즈 카츠유키 미야지마 히토시 오쿠가와 아키사 사메지마 히사시 蒋航岑 郭書夢 蘭雯丽 나가타 히로토 | 시오츠키 카즈야 타카노 아키히사 이토 요시아키 야마무라 히로키 | 6월 26일        |